# Goodwin-Modell
Das Goodwin-Modell ist ein Modell zur Erklärung des Konjunkturzyklus, das Richard M. Goodwin entwickelt hat. Es nutzt die Mathematik der Lotka-Volterra-Gleichungen. Es wird das konjunkturelle Wechselspiel zwischen Beschäftigungsquote und Lohnquote modelliert. Bei hoher Beschäftigungsquote (mit v bezeichnet) ist die Verhandlungsmacht der Arbeiter hoch. Der Lohndruck und damit die Lohnquote (u) steigt. Die Profitquote (1-u) sinkt demnach. Wegen geringer Profite entlassen die Unternehmen. Die Beschäftigungsquote sinkt dann. Bei niedriger Beschäftigungsquote ist die Verhandlungsmacht der Arbeiter gering, es sinkt die Lohnquote, die Profitquote steigt. Für die Unternehmen steigt der Anreiz mehr einzustellen, die Beschäftigungsquote steigt wieder. Mathematisch entspricht die Lohnquote den „Räubern“, die Beschäftigungsquote den „Beutetieren“ in den auf den Lotka-Volterra-Gleichungen beruhenden Räuber-Beute-Beziehungen.

## Mathematische Darstellung
Der Output, die gesamtwirtschaftliche Produktion, ist gegeben durch
{\displaystyle q=\min \left(a\ell ,{\frac {k}{\sigma }}\right)}
dabei ist q der gesamtwirtschaftliche Output, ℓ ist die Beschäftigung, k ist der Bestand an Kapital und a ist die Arbeitsproduktivität. Alle Variablen ändern sich mit der Zeit, die Zeitindizes sind nicht aufgeführt. σ ist der konstant angenommene Kapitalkoeffizient.
Die Kapazitätsauslastung sei 100 %, also Vollauslastung der vorhandenen Kapazitäten:
{\displaystyle a\ell ={\frac {k}{\sigma }}=q}
Die Beschäftigungsquote ist
{\displaystyle v={\frac {\ell }{n}}}
dabei ist n das Arbeitskräfteangebot, das mit der Rate β wächst. Außerdem wächst die Arbeitsproduktivität a mit der Rate α (technischer Fortschritt). Die Beschäftigung wächst damit mit
{\displaystyle {\frac {dv/dt}{v}}=g_{v}=g_{\ell }-\beta .}
Das Arbeitsangebot steigt mit
{\displaystyle {\frac {d\ell /dt}{\ell }}=g_{\ell }=g_{q}-\alpha }
Die Löhne bestimmen sich aus der Phillips-Kurve:
{\displaystyle {\frac {dw/dt}{w}}=g_{w}=\rho v-\gamma .}
Die Lohnquote u ist definiert als
{\displaystyle u={\frac {w\ell }{q}}={\frac {w}{a}}.}
Die Wachstumsrate der Lohnquote beträgt also
{\displaystyle {\frac {du/dt}{u}}=g_{u}=g_{w}-\alpha }
Es wird angenommen, dass die Arbeiter ihre Löhne für Konsum ausgeben, während die Kapitaleigentümer einen Teil ihrer Profite sparen und dass Kapital mit der Rate delta an Wert verliert (Abschreibungen). Die Wachstumsrate von Output und Kapital ist demnach (wegen angenommener Vollauslastung des Kapitals gleich)
{\displaystyle {\frac {dk/dt}{k}}=g_{k}=g_{q}=s(1-u)(q/k)-\delta .}
Also
{\displaystyle {\frac {dv/dt}{v}}=g_{v}={\frac {s(1-u)}{\sigma }}-(\delta +\alpha +\beta ).}

## Lösung der Gleichungen
Es ergeben sich zwei Differentialgleichungen für die Wachstumsraten von Lohnquote u und Beschäftigungsquote v:
{\displaystyle {\frac {dv/dt}{v}}=g_{v}={\frac {s(1-u)}{\sigma }}-(\delta +\alpha +\beta )}
{\displaystyle {\frac {du/dt}{u}}=g_{u}=\rho v-\gamma -\alpha }
Sie entsprechen den Lotka-Volterra-Gleichungen. Die konstanten Größen der Gleichungen lassen sich zu neuen Konstanten a,b,c und d, jeweils größer null, zusammenfassen:
{\displaystyle {\frac {dv/dt}{v}}=-{a}{u}+b}
{\displaystyle {\frac {du/dt}{u}}=cv-d}
Dabei ist
{\displaystyle {a}={\frac {s}{\sigma }},\quad {b}={\frac {s}{\sigma }}-(\delta +\alpha +\beta ),\quad {c}=\rho ,\quad {d}=\gamma +\alpha }
Setzt man die beiden Gleichungen gleich null, erhält man Werte für u und v, bei welchen sich v und u nicht verändern.
{\displaystyle u*={\frac {b}{a}}=1-{\frac {(\delta +\alpha +\beta )\sigma }{s}}}
{\displaystyle v*={\frac {d}{c}}={\frac {\gamma +\alpha }{\sigma }}}

## Abbildungen

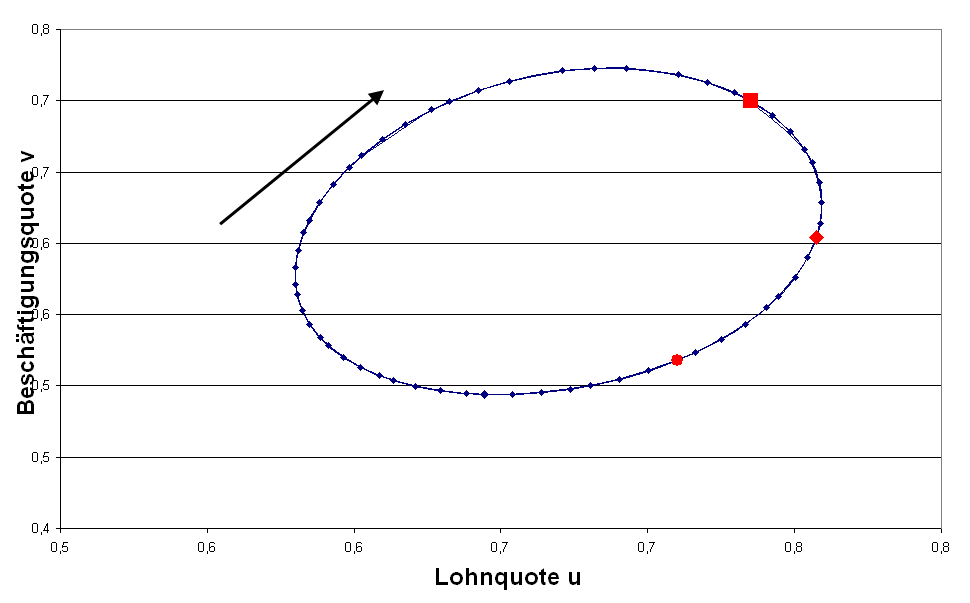
Goodwin-Zyklus
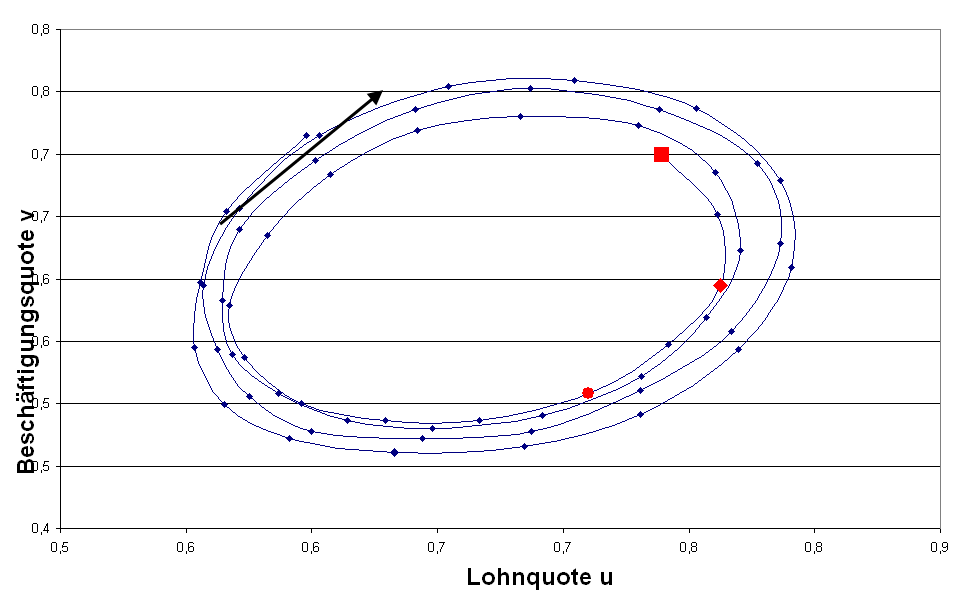
Mit Zufallsstörgröße
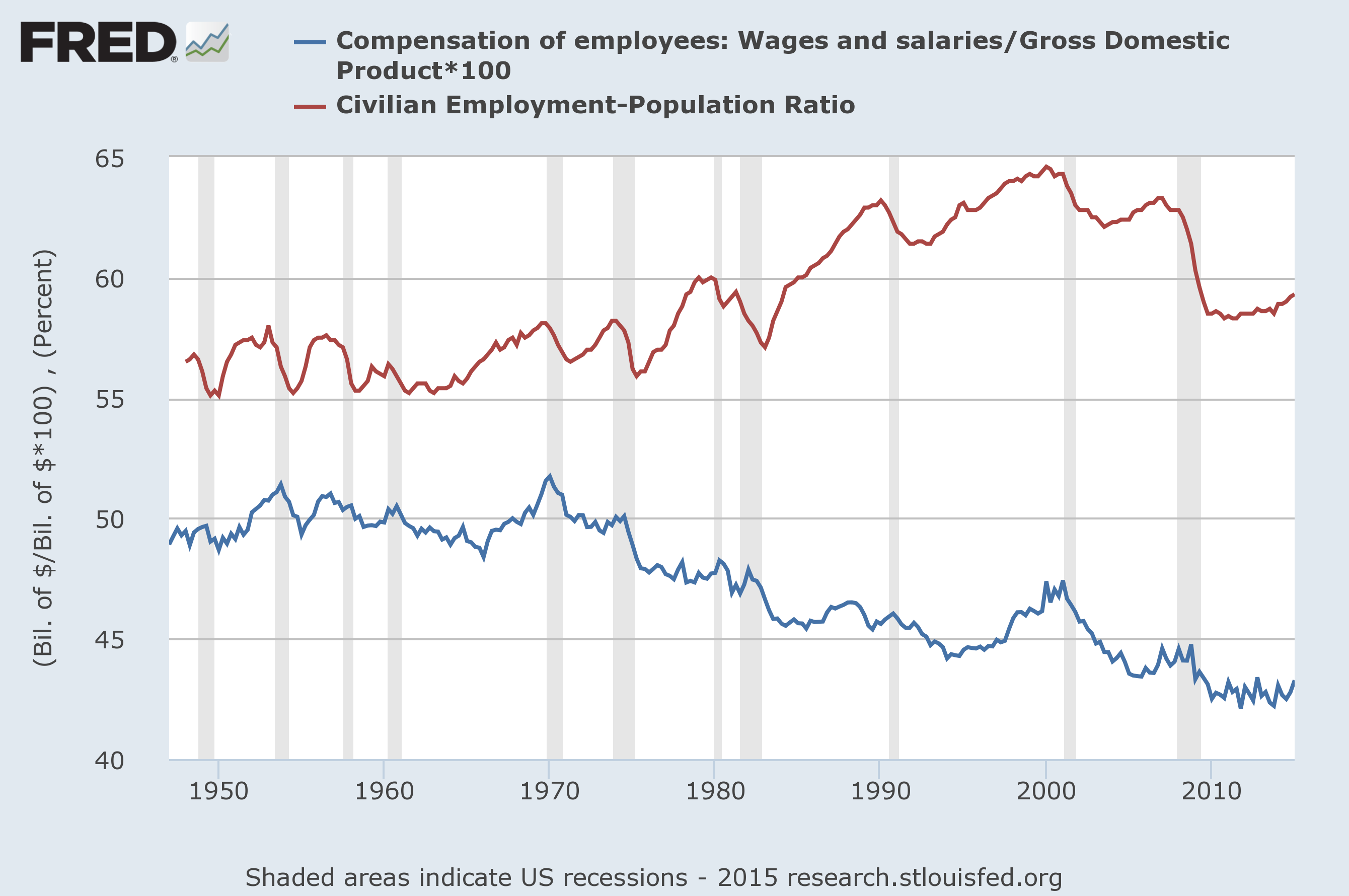
Lohnquote (blau) und Beschäftigungsquote (rot) in den USA. Nach Goodwin-Modell würde die Lohnquote auf die Beschäftigungsquote zeitlich verzögert folgen.
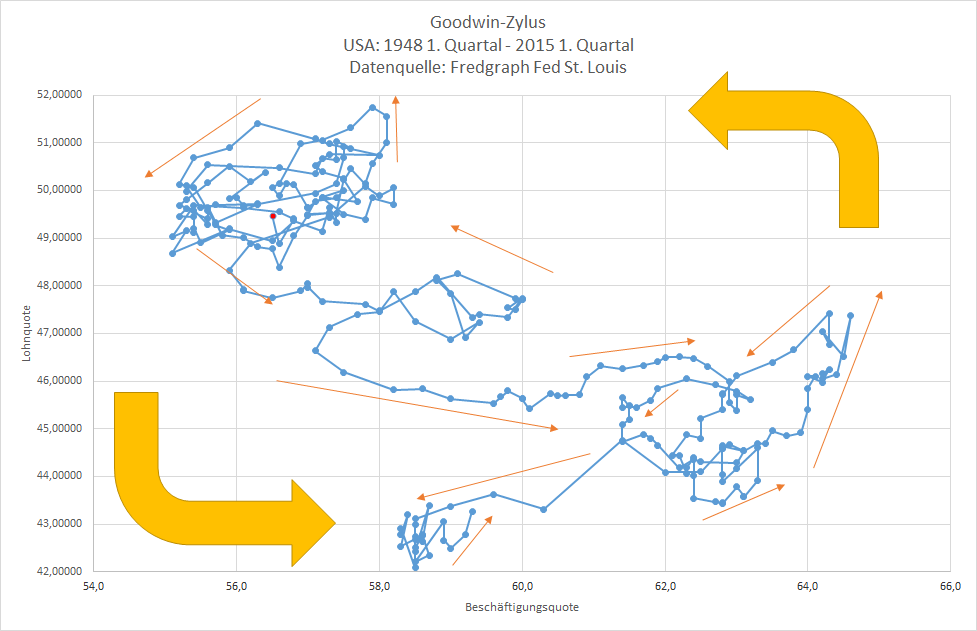
Entwicklung von Lohnquote und Beschäftigungsquote in den USA 1949 bis 2015 mit theoretisch zu erwartenden Bewegungsrichtungen der Zyklen (dicke Pfeile) und tatsächlichen Teilbewegungen (dünne Pfeile).
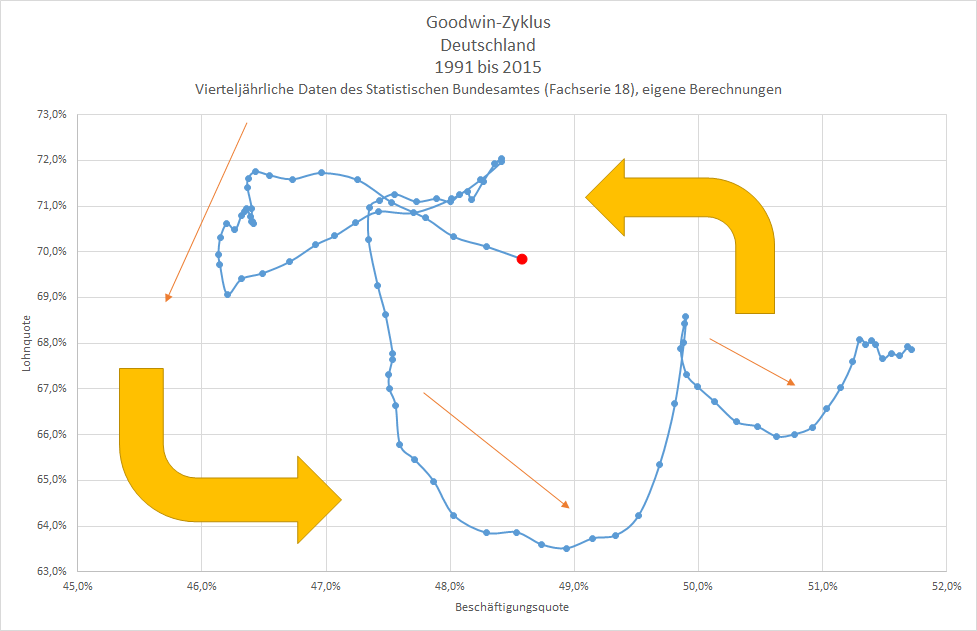
Entwicklung von Lohnquote und Beschäftigungsquote in der BRD 1991 bis 2015 mit theoretisch zu erwartenden Bewegungsrichtungen der Zyklen (dicke Pfeile) und tatsächlichen Teilbewegungen (dünne Pfeile).